# كلايف أندرسون
كلايف أندرسون (بالإنجليزية: Clive Anderson)‏ هو مقدم تلفزيوني ومقدم برامج إذاعية وكاتب سيناريو وممثل بريطاني، ولد في 10 ديسمبر 1952 في المملكة المتحدة.

## وصلات خارجية
- كلايف أندرسون على موقع IMDb (الإنجليزية)
- كلايف أندرسون على موقع ميوزك برينز (الإنجليزية)
- كلايف أندرسون على موقع أول موفي (الإنجليزية)
- كلايف أندرسون على موقع ديسكوغز (الإنجليزية)
- كلايف أندرسون على موقع قاعدة بيانات الفيلم (الإنجليزية)
- كلايف أندرسون على موقع كينوبويسك (الروسية)